# Trädpiggsvin
Trädpiggsvin eller nya världens piggsvin (Erethizontidae) är en familj amerikanska klättrande gnagare, deras taggiga utseende, som påminner om den gamla världens jordpiggsvin, har gett denna familj dess namn. De är stora djur med trubbigt huvud och en päls innehållande många cylinderformade taggar. 
Trädpiggsvin tillhör däremot gruppen marsvinsartade gnagare medan jordpiggsvin är en egen utvecklingslinje i underordningen piggsvinsartade gnagare (Hystricomorpha).
Familjen består av fem släkten, varav de tre släktena Coendou, Sphiggurus, och Echinoprocta innehåller 15 arter. Dessa återfinns i tropiska Sydamerika, upp till Mexiko. Djuret vistas oftast på marken men klättrar särskilt vintertid upp i träden där piggsvinen äter skott och bark. Det är gul- och svartbrunt och blir cirka 60 cm långt, vartill kommer den 20–25 cm långa svansen. De är lättare än markpiggsvin med många, korta, närliggande, mångfärgade taggar. Djuret kan vistas i träden tack vare sin svans. Detta har även gett namnet åt gripsvanspiggsvinet (Coendou prehensilis), som mest håller till i träd. Dess svans är utvecklad till en lång svans med bra gripförmåga. Även fötterna är bra anpassade till träden, innersidorna av tassarna saknar hår och detta förbättrar gripförmågan avsevärt.
I motsats till andra djur som har en gripsvans ligger svansens nakna yta som pressas mot föremålen på svansens ovansida.
Släktet Chaetomys utmärker sig genom formen på skallen och den mer komplicerade sammansättningen av dess tänder. Detta släkte innehåller C. subspinosus, en art som håller till i Brasiliens varmare delar. Djuret betraktas ofta som en medlem av Echimyidae på grund av dess premolarer.

## Arter
- Familjen Erethizontidae
  - Underfamiljen Erethizontinae
    - Nordamerikanskt trädpiggsvin (Erethizon dorsatum), en art
    - Coendou
      - Coendou bicolor
      - Coendou nycthemera
      - Vanligt gripsvanspiggsvin (Coendou prehensilis)
      - Coendou rothschildi

    - Bergträdpiggsvin (Echinoprocta rufescens), en art
    - Sphiggurus
      - Sphiggurus ichillus
      - Sphiggurus insidiosus
      - Sphiggurus melanurus
      - Mexikanskt gripsvanspiggsvin (Sphiggurus mexicanus)
      - Sphiggurus paragayensis
      - Sphiggurus pruinosus
      - Sphiggurus quichua
      - Sphiggurus roosmalenorum
      - Taggigt gripsvanspiggsvin (Sphiggurus spinosus)
      - Sphiggurus vestitus

  - Underfamiljen Chaetomyinae
    - Borstträdpiggsvin (Chaetomys subspinosus), en art